# Juana Gómez
Francisca Gómez, más conocida como Juana Gómez (Viña del Mar, 1980) es una artista, ceramista y diseñadora gráfica chilena. Su obra experimenta con la fotografía y el bordado. Sus piezas han sido expuestas en Chile, México, Inglaterra, Turquía y Hong Kong.

## Vida personal
Nació en Viña del Mar, en el seno de una familia católica. Su madre y su abuela son bordadoras y han influenciado su relación con el bordado y el tejido.
Está casada con el escritor Benjamín Labatut y tiene una hija.

## Carrera artística
En 2005 terminó sus estudios de Arte en la Universidad Católica de Chile, pero no se dedicó al oficio hasta una década después. Trabajó como diseñadora gráfica durante 12 años y en diversos proyectos editoriales, entre ellos Revista Paula. 

### Trabajo textil
En 2016 mostró sus primeros trabajos artísticos en la muestra Constructal en la galería de Isabel Croxatto, en Santiago, donde exhibió fotografías y textiles bordados alusivos al cuerpo humano y su orgánica.
En 2017 tuvo su primera exposición internacional en la Michael Hoppen Gallery en Londres. 
En 2019 inauguró su primera exposición en la galería NAC de Santiago, bajo la dirección de Nicole Andreu. En 2022 lanzó su segunda exposición individual con esa misma galería.
Su trabajo ha sido descrito como un intento por:

"traducir a un lenguaje textil las estructuras elementales que rigen la naturaleza y que se repiten y expanden a distintos niveles (...) en el sistema circulatorio del cuerpo, en las ciudades, en la hoja de un árbol o en un río ella intenta explicitar ese patrón o diseño elemental que percibe como una trama de interconexiones."
Catalina Mena, escritora y crítica

### Trabajo en cerámica
En 2022, luego de pasar una temporada en la cordillera de la Región de O'Higgins, comenzó a colaborar con la geóloga y ceramista Pelusa Rosenthal. Desde entonces realiza clases de cerámica en su taller en la galería NAC.

### Reconocimiento internacional
Ha participado en diversas ferias internacionales como Photo London, Photo Paris, Art Central Hong Kong y Art Lima. Sus obras pertenecen a varias colecciones privadas entre las que destacan Colección Ca.Sa y The Private Museum, Singapur.